# أوروني (كومونة)
أوروني، (بالإنجليزية: Orune)‏، (سردينيا: Orùne) هي بلدية، في مقاطعة نوورو في إقليم سردينيا الإيطالي، وتقع على بعد حوالي 130 كيلومترًا (81 ميلًا) شمال كالياري وحوالي 11 كم (7 ميل) شمال نوورو.

## السكان
في سنة 1861 بلغ عدد السكان 2٬010 نسمة، وتطور العدد ليصل في سنة 2011 لـ 2٬561 نسمة.
يظهر هذا المخطط البياني تطور النمو السكاني لـ أوروني (كومونة)

## توأمة
لأوروني (كومونة) اتفاقيات توأمة مع كل من:
- بوردو
- Iffendic [الإنجليزية]‏